# Адріана Калканхотто
Адріана да Кунья Калканхотто або простіше Адріана Калканхотто — бразильська співачка та авторка пісень. Вона народилася в Порту-Алегрі в штаті Ріу-Гранді-ду-Сул 3 жовтня 1965 року. Нині вона є одним із головних представників МПБ.
Її композиції об'єднують різні стилі, починаючи від самби і закінчуючи роком, проходячи через босса-нову, фанк, поп і навіть балади.

## Біографія

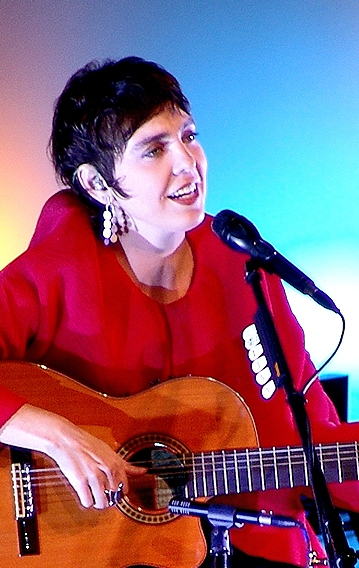
Адріана Калканхото в 2006 році

Адріана — дочка барабанщика джаз-бенду Карлоса Калканхото і танцівниці. У шість років дідусь подарував їй свій перший інструмент — гітару. Вона вчиться грати на ній, а також вивчає спів. Вона швидко занурюється в різні музичні (МПБ) та літературні (бразильський модернізм) впливи. Її захоплює антропофагічний рух Освальда де Андраде, Тарсіла до Амарала тощо.

## Дискографія
- Енгвіко ( 1990 ) ;
- Сенхас ( 1992 );
- Fabrica do Poema ( 1994 );
- Марітімо ( 1998 );
- Громадський - (Ao Vivo) ( 2000 );
- Кантада ( 2002 );
- Профіль ( 2003 ) ;
- Адріана Партимпім ( 2004 ) ;
- Адріана Партимпім – O Show ( 2005 ) ;
- Кобила ( 2008 ).
- Partimpim Dois ( 2009 ) ;
- Важливо ( 2010 ) ;
- O Microbio do Samba ( 2011 ) ;
- Мультишоу ao Vivo: O Microbio do Samba ( 2012 )
- Partimim Tlês ( 2012 )
- Ольхос де Онда (2014)
- Лукура (2015)